# Lombise
Lombise est une section de la commune belge de Lens, située en Wallonie dans la province de Hainaut.

## Évolution démographique
- Sources : INS, Rem. : 1831 jusqu'en 1970 = recensements, 1976 = nombre d'habitants au 31 décembre.

## Histoire
L'histoire du village de Lombise est étroitement liée aux comtes de Thiennes, puis à leurs descendants les marquis de la Boëssière-Thiennes, propriétaires du château. Ces derniers créèrent l'école libre Saint-Vincent de Paul en 1838 qui a existé jusqu'en 2015. L'église de Lombise fut approuvée par Monseigneur Edmond Dumont, évêque de Tounai.
Le marquis Gaëtan-Marc-Antoine a été bourgmestre de Lombise de 1872 à 1931. Son petit-fils Marc-Antoine, dernier marquis de la Boëssière-Thiennes, a été bourgmestre de Lombise de 1946 à son décès en 1962. Durant la Seconde Guerre mondiale, il a été emprisonné trois mois par les Allemands car il avait caché les registres de la commune afin d'éviter le travail obligatoire pour les hommes de Lombise. En 1954, il a présidé le Comité des archives de la noblesse belge et a confié les archives de sa famille aux Archives de l'État à Mons (dont il sera également président). Un an plus tard, le marquis reçoit, au château de Lombise, la visite de la reine mère Elisabeth de Belgique, du gouverneur de la province de Hainaut Emile Cornez et du ministre Léo Collard. En 1960, le marquis et son épouse financent l'achat de locaux pré-fabriqués et d'un toboggan pour l'école libre Saint-Vincent de Paul, créée par leurs ancêtres à Lombise.
Après les élections de 1964, sa veuve la comtesse Renée-Victoire Carton de Wiart (1918-2013) a été la dernière bourgmestre de Lombise jusqu'à la fusion des communes de 1977. C'est elle qui entamera la restauration du château de Lombise après les deux incendies de la deuxième partie du XXe siècle. Après la fusion des communes, elle sera présidente du C.P.A.S. de la commune de Lens (dont fait désormais partie Lombise). Elle a aussi écrit le livre "Sous les ombrages de Lessines" (éditions Clepsydre), et a accepté de faire l'objet d'un reportage pour l'émission "Strip-Tease" de la RTBF. En 1989, de son vivant, elle partage ses différentes propriétés entre ses 4 filles, et c'est Michelle de la Boëssière-Thiennes, épouse d'Eric-Emmanuel Janssen, qui hérite du château de Lombise.
À la suite du décès de Michèle de la Boessière-Thiennes, le château de Lombise appartient à ses petits-fils Marc-Eric et Cyril Janssen de la Boëssière-Thiennes qui ont repris le nom de leurs deux parents Eric-Emmanuel Janssen et Michèle de la Boëssière-Thiennes, afin de perpétuer le patronyme « de la Boëssière-Thiennes », comme l'avaient fait avant eux les marquis de la Boëssière. À la suite d'un conflit entre eux et le pouvoir organisateur de l'école libre Saint-Vincent de Paul (dont ils étaient propriétaires du bâtiment), cette école ferme ses portes en 2015.

## Liste des bourgmestres de 1830 à 1977
| Période                                  | Période | Identité                                             | Étiquette | Qualité                                   |
| ---------------------------------------- | ------- | ---------------------------------------------------- | --------- | ----------------------------------------- |
| Les données manquantes sont à compléter. |         |                                                      |           |                                           |
| 1872                                     | 1931    | Marquis Gaëtan-Marc-Antoine de la Boëssière-Thiennes |           | Châtelain de Lombise                      |
| Les données manquantes sont à compléter. |         |                                                      |           |                                           |
| 1946                                     | 1962    | Marquis Marc-Antoine de la Boëssière-Thiennes        |           | Châtelain de Lombise Décédé en fonction   |
| 1964                                     | 1977    | Comtesse Renée-Victoire Carton de Wiart (1918-2013)  |           | Châtelaine de Lombise Épouse du précédent |

## Galerie

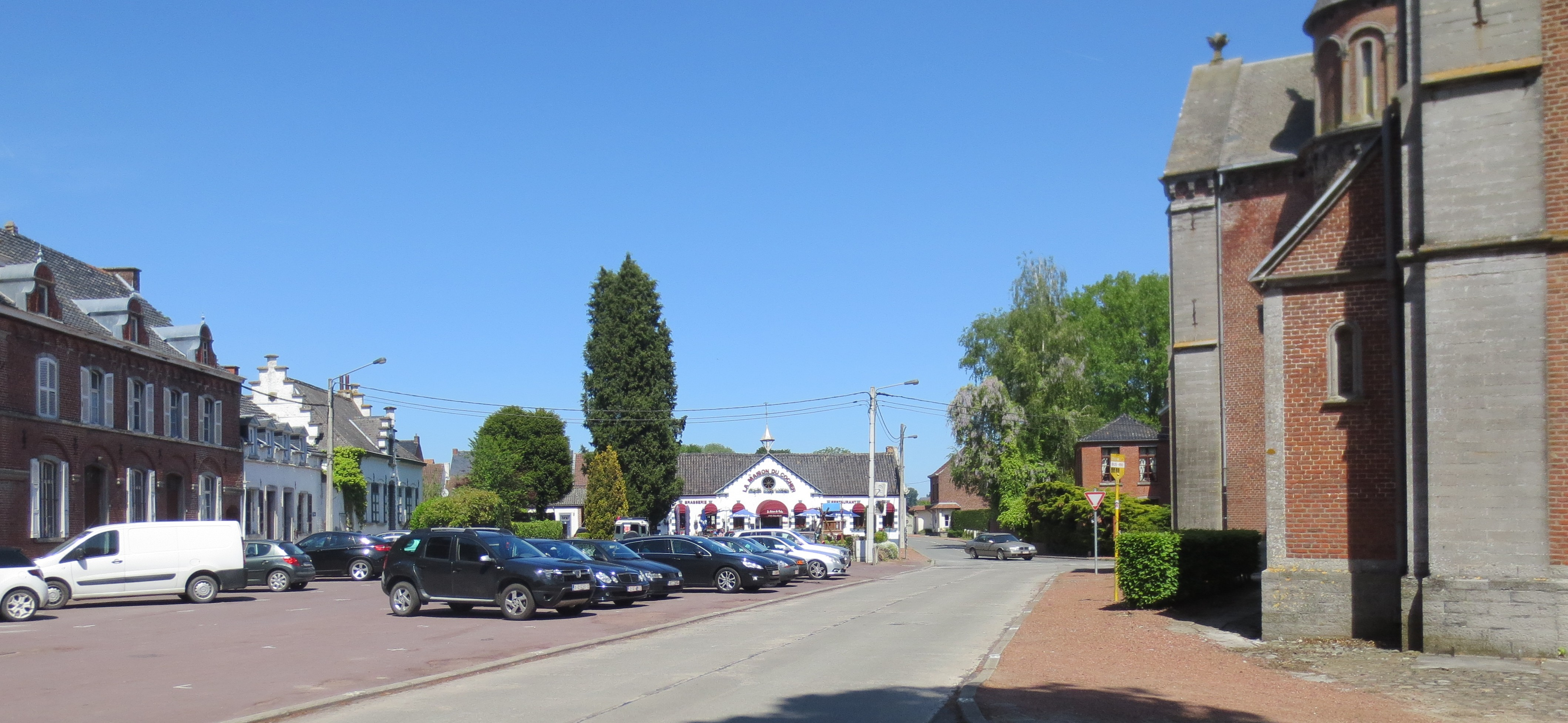
La place.
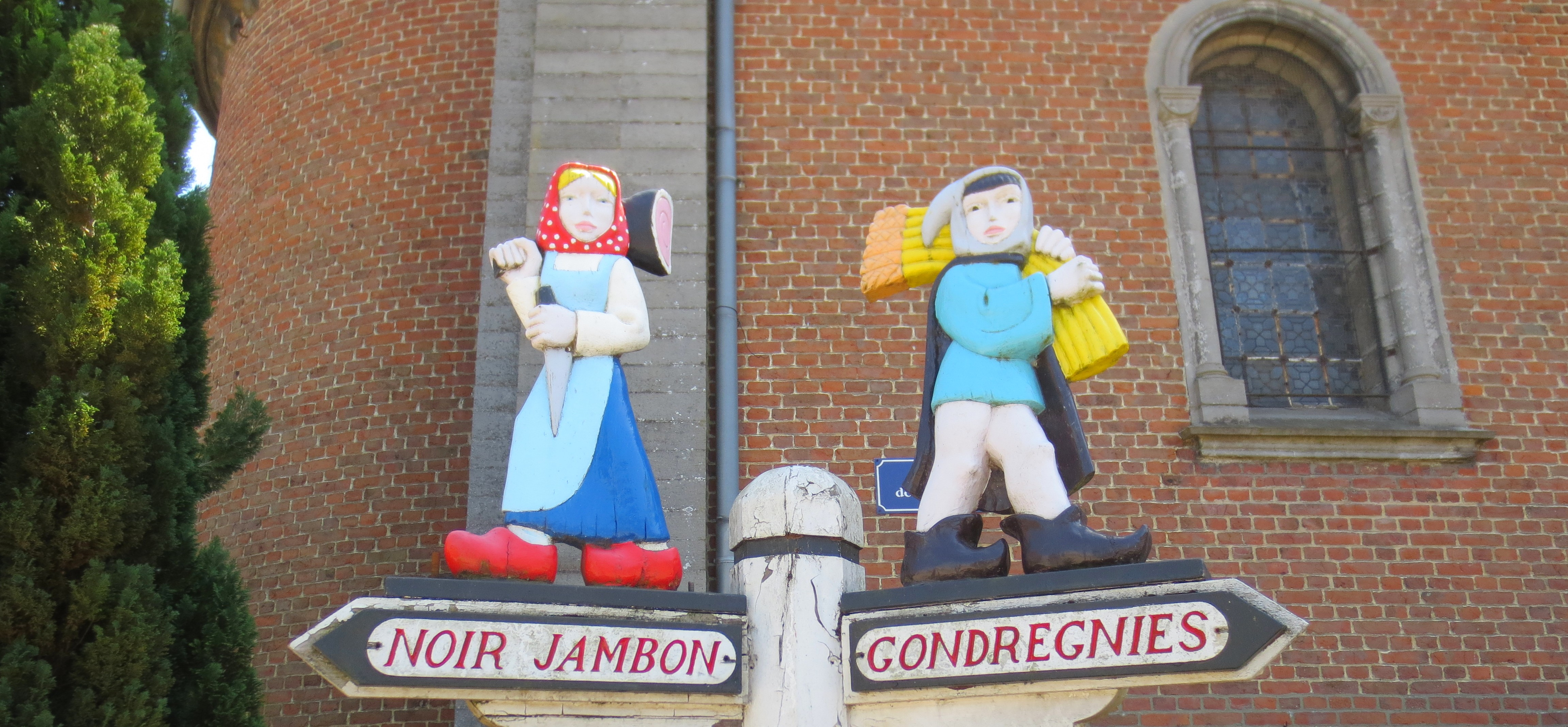
Signalisation.
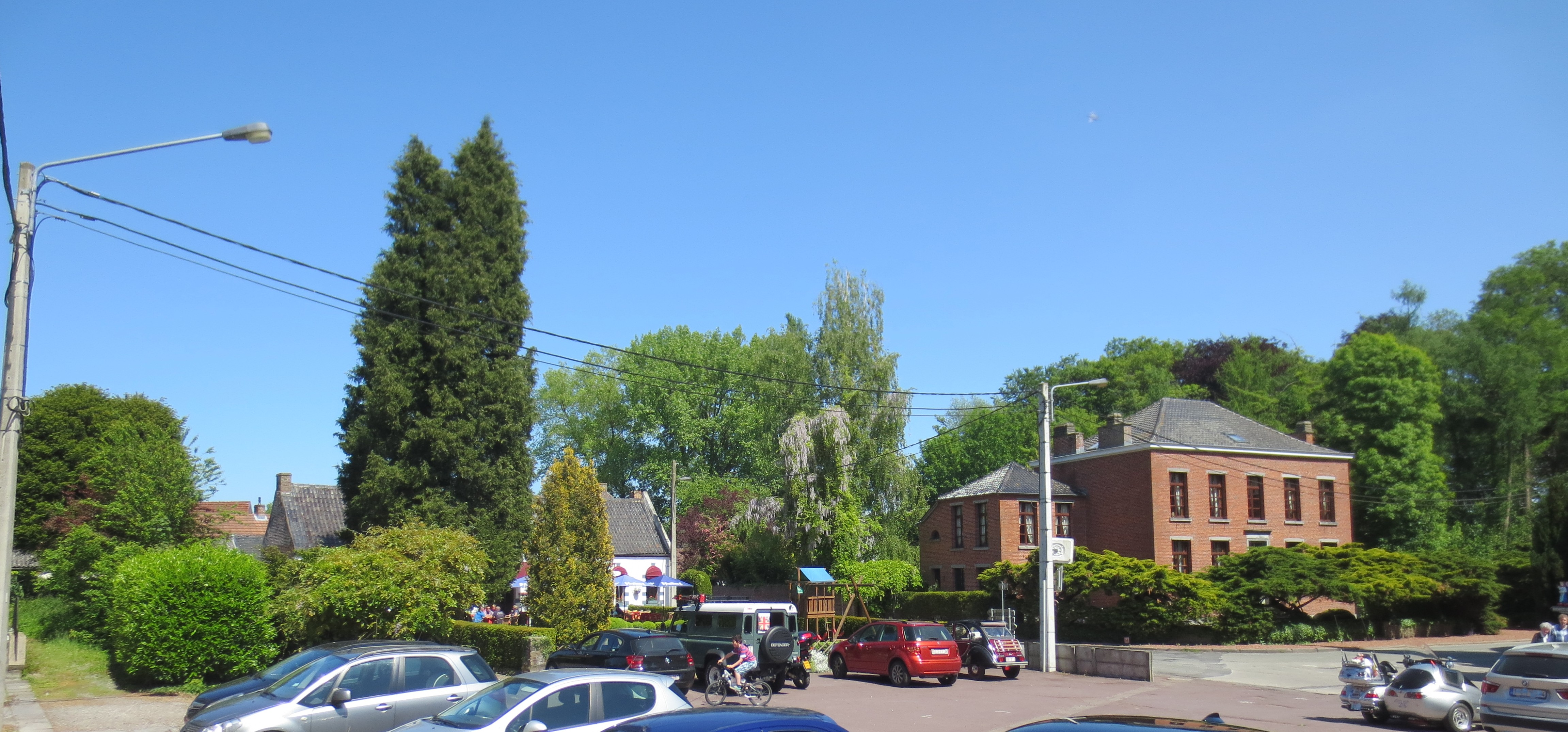
Vue panoramique.